# Антіох XI Епіфан Філадельф
Антіох XI Епіфан Філодельф (? —92 до н. е.) — цар Сирії у 95 до н. е.—92 до н. е..

## Життєпис
Походив з династії Селевкідів. Син Антіоха VIII, царя Сирії, та Клеопатри Трифени.
Після загибелі батька у 96 до н. е. разом із братом Селевком VI стає царем, активно бореться проти Антіоха IX. Після загибелі у 95 до н. е. брата, продовжив війну із Антіохом X. Спочатку закріпився у місті Алеппо, а у 93 до н. е. зумів захопити столицю Антіохію. Втім у 92 до н. е. зазнав нищівної поразки, під час втечі його було вбито.